# Mythenteles indica
Mythenteles indica är en tvåvingeart som först beskrevs av Enrico Adelelmo Brunetti 1917.  Mythenteles indica ingår i släktet Mythenteles och familjen svävflugor. Inga underarter finns listade i Catalogue of Life.